# Blackburn Lincock
Blackburn F.2 Lincock là một loại máy bay tiêm kích của Anh, do hãng Blackburn Aircraft Limited chế tạo.

## Biến thể
Lincock I
Lincock II
Lincock III
Piaggio P.11

## Quốc gia sử dụng
Đài Loan
- Không quân Trung Hoa Dân Quốc

 Nhật Bản
- Không quân Lục quân Đế quốc Nhật Bản

## Tính năng kỹ chiến thuật (Lincock III)
Dữ liệu lấy từ Blackburn Aircraft since 1909
Đặc điểm tổng quát
- Kíp lái: 1
- Chiều dài: 19 ft 6 in (5,94 m)
- Sải cánh: 22 ft 6 in (6,86 m)
- Chiều cao: 7 ft 4 in (2,24 m)
- Diện tích cánh: 170 ft² (15,79 m²)
- Trọng lượng rỗng: 1.326 lb (601 kg)
- Trọng lượng cất cánh tối đa: 2.082 lb (944 kg)
- Động cơ: 1 × Armstrong Siddeley Lynx Major, 270 hp (201 kw)

 Hiệu suất bay 
- Vận tốc cực đại: 164 mph (143 knot, 264 km/h) trên mực nước biển
- Tầm bay: 380 mi (330 nmi, 612 km)
- Trần bay: 23.000 ft (7.010 m)
- Vận tốc lên cao: 1.660 ft/m (8,4 m/s)

Trang bị vũ khí

- Súng: 2 × Súng máy Vickers .303 in (7,7 mm).[2]